# معمای بچه سقوط‌کرده
«معمای بچه سقوط کرده» (انگلیسی: Puzzle of a Downfall Child) یک فیلم درام به کارگردانی جری شاتزبرگ است که در سال ۱۹۷۰ منتشر شد.

## بازیگران
- فی داناوی
- بری پریموس
- ویوسا لیندفورش
- بری مورس
- روی شایدر
- باربارا کاررا